# Station Helchteren
Station Helchteren is een voormalig spoorwegstation langs spoorlijn 18 in de gemeente Houthalen-Helchteren.
Het stationsgebouw was van het type Luik-Limburg II en werd in 1866 gebouwd nabij de weg Heusden - Bree (op het einde van de weg met de naam Pannensman). Nadat in 1955 de dienstregeling al sterk was afgebouwd, werd het station in 1957 gesloten en in 1968 werd het gebouw afgebroken.
0,0: Winterslag ·
10,7: Houthalen ·
14,7: Helchteren ·
18,5: Beverloo-Heide ·
23,0: Wijchmaal ·
27,0: Eksel ·
33,6: Neerpelt ·
40,1: Achel ·
43,8: Borkel en Schaft ·
49,6: Valkenswaard ·
54,1: Aalst-Waalre ·
57,0: Gestel ·
58,0: Philipsdorp Zuid ·
60,0: Eindhoven Centraal